# Technomyrmex semiruber
Technomyrmex semiruber är en myrart som beskrevs av Carlo Emery 1899. Technomyrmex semiruber ingår i släktet Technomyrmex och familjen myror. Inga underarter finns listade i Catalogue of Life.